# Alina Gajdamakina
Alina Gajdamakina (ros. Алина Юрьевна Гайдамакина, ur. 20 września 1990 w Woroneżu) – rosyjska wspinaczka sportowa specjalizowała się we wspinaczce na szybkość. Mistrzyni świata we wspinaczce na szybkość z 2014. 

## Kariera sportowa
W 2014 w hiszpańskim Gijón wywalczyła tytuł mistrzyni świata we wspinaczce sportowej, w konkurencji na szybkość.
Wielokrotna uczestniczka festiwalu wspinaczkowego Rock Master, który corocznie odbywa się na słynnych ścianach wspinaczkowych w Arco, gdzie była zapraszana przez organizatora zawodów. Dwukrotna złota medalistka tych zawodów wspinaczkowych w 2012 oraz w 2013 roku.
Uczestniczka World Games w Cali w 2013, gdzie zdobyła złoty medal we wspinaczce na szybkość. W 2013 na zawodach wspinaczkowych w Annecy, które odbywały się w ramach zimowych igrzysk wojskowych zdobyła srebrny medal.

## Osiągnięcia

### Mistrzostwa świata
| Konkurencje      | 2012 | 2014 | 2016 |
| Wsp. na szybkość | 6    | 1    | 25   |

### World Games
| Konkurencje      | 2013 |
| Wsp. na szybkość | 1    |

### Zimowe igrzyska wojskowe
| Konkurencje      | 2013 |
| Wsp. na szybkość | 2    |

### Mistrzostwa Europy
| Konkurencje      | 2010 | 2013 | 2015 |
| Wsp. na szybkość | 15   | 6    | 13   |

### Rock Master
| Konkurencje      | 2010 | 2012 | 2013 | 2014 |
| Wsp. na szybkość | 12   | 1    | 1    | 13   |